# Oorlogsmonument Medemblik
Het oorlogsmonument op de hoek van de Breedstraat en de Nieuwstraat in de Noord-Hollandse stad Medemblik werd op 24 augustus 1940 onthuld. Hiermee is het een van de eerste monumenten dat in Nederland gebouwd werd ter herinnering aan de Tweede Wereldoorlog. Het monument werd toen onthuld ter herinnering aan het verblijf van een garnizoen soldaten in de stad gedurende 1939 en 1940. Na de oorlog werd het een monument ter herinnering aan de tijdens de Tweede Wereldoorlog omgekomen Nederlandse soldaten.

## Geschiedenis
Het monument is een geschenk van het garnizoen aan de burgers van Medemblik. Het garnizoen werd na de mobilisatie in Medemblik gevestigd. Het verbleef in het verenigingsgebouw Sint Pieter, de Sint Jozefschool en huize Sint Martinus, want barakken waren er nog niet. Alle gevorderde gebouwen stonden of staan aan de Ridderstraat. Het garnizoen bestond uit ongeveer de helft van de manschappen (inclusief officieren, onderofficieren en korporaals) van de 4de en 5de compagnie van het 11de depotbataljon van het 11de regiment infanterie. Het overige deel was in Enkhuizen gevestigd.
Reserve-luitenant Benninga nam contact op met de Gemeente Medemblik om een herinneringsmonument op te kunnen richten. Gemeentearchitect F.J. Ruyter stond hier positief tegenover en heeft Benninga geholpen. Voor het metselwerk en het hakken van de stenen werd L. Vogelpoel uit Hoorn aangenomen. Benninga heeft zelf model gestaan voor het reliëf. In februari 1940 gingen de mannen naar de Grebbelinie. Het monument werd uiteindelijk op 24 augustus 1940 onthuld door burgemeester Peters, als herinneringsmonument aan het verblijf van het garnizoen in Medemblik. De onthulling vond plaats met medeweten en met toestemming van de Duitse bezetter. Op 27 februari 1941 werd het monument compleet verklaard door de gemeentesecretaris. De totale kosten kwamen uit op ongeveer ƒ 225. De stenen werden door de gemeente Medemblik gratis ter beschikking gesteld en het metselwerk werd tegen 2/3 van de normale prijs verricht. Pas na de Duitse capitulatie kreeg het monument de status van oorlogsmonument.

## Ontwerp
Het monument bestaat uit een van rode bakstenen gemetselde muur, met in het midden een hoge naar voren springende zuil. Op de zuil staat in reliëf een Nederlandse soldaat, deze staat in de houding. De soldaat staat op een sokkel waarin een plaquette geplaatst is met de tekst:
TER HERINNERING
AAN
HET GARNIZOEN
IN DE
JAREN 1939 - 1940
EN
ZIJN GEVALLENEN.
 Nanninga had een simpeler monument in gedachten, hij vindt de zuil en de vleugels te groot.